# Nikolaj Rajevskij
Nikolaj Nikolajevič Rajevskij (rusky Николай Николаевич Раевский, 25. září 1771, Petrohrad – 28. září 1829, Boltyška) byl ruský generál a státník, který si vysloužil slávu za své bojové úspěchy v napoleonských válkách.

## Mládí
Narodil se v Petrohradě. Pocházel z dávného rodu, který v průběhu 14. století opustil Dánsko a usadil se Livonsku. V 16. století se rod přihlásil k polské národnosti a byl povýšen do šlechtického stavu králem Zikmundem III. na počátku 17. století.
Rajevští se stali prominentním ruským rodem, když si Nikolajův otec plukovník Nikolaj Semjonovič Rajevskij, velitel elitního Izmajlovského pluku, vzal Jekatěrinu Samojlovovou, dvorní dámu carevny Kateřiny II. a neteř knížete Potěmkina. Jejím bratrem byl generál a státník hrabě Alexandr Samojlov.
Nikolaj Semjonovič Rajevskij zahynul v rusko-turecké válce u Iaşi, několik měsíců před narozením svého syna. Nedlouho po plukovníkově smrti carevna dohodla sňatek vdovy po Rajevském s bohatým statkářem Lvem Davydovem, který se stal pro malého Nikolaje láskyplným otcem.
Rajevskij již v mladém věku nastoupil do Semjonovského pluku carské gardy. V roce 1786 byl přeložen do Nižěgorodského dragounského pluku, s nímž se zúčastnil rusko-turecké války v letech 1787–1792 a vyznamenal se u Bendery a Akkermanu. Byl za to 1. září 1790 povýšen na podplukovníka a stal se velitelem kozáckého pluku.
Po sjednání míru se s Nižegorodským dragounským plukem zúčastnil polsko-ruské války v roce 1792. Za to byl 28. června 1792 vyznamenán řádem sv. Jiří IV. stupně a zlatým mečem.
Když v roce 1796 vypukla válka s Persií, účastnil se Rajevskij pod velením hraběte Valeriana Zubova dobývání Derbentu a dalších operací.
Když na trůn nastoupil car Pavel I., povolal armádu zpět do Ruska. Rajevského, za jeho přátelství v knížetem Potěmkinem, kterého Pavel nenáviděl, propustil z vojska. Po vraždě Pavla I. a nástupu Alexandra I. na trůn se Rajevskij vrátil do armády a byl povýšen na generálmajora.

## Napoleonské války

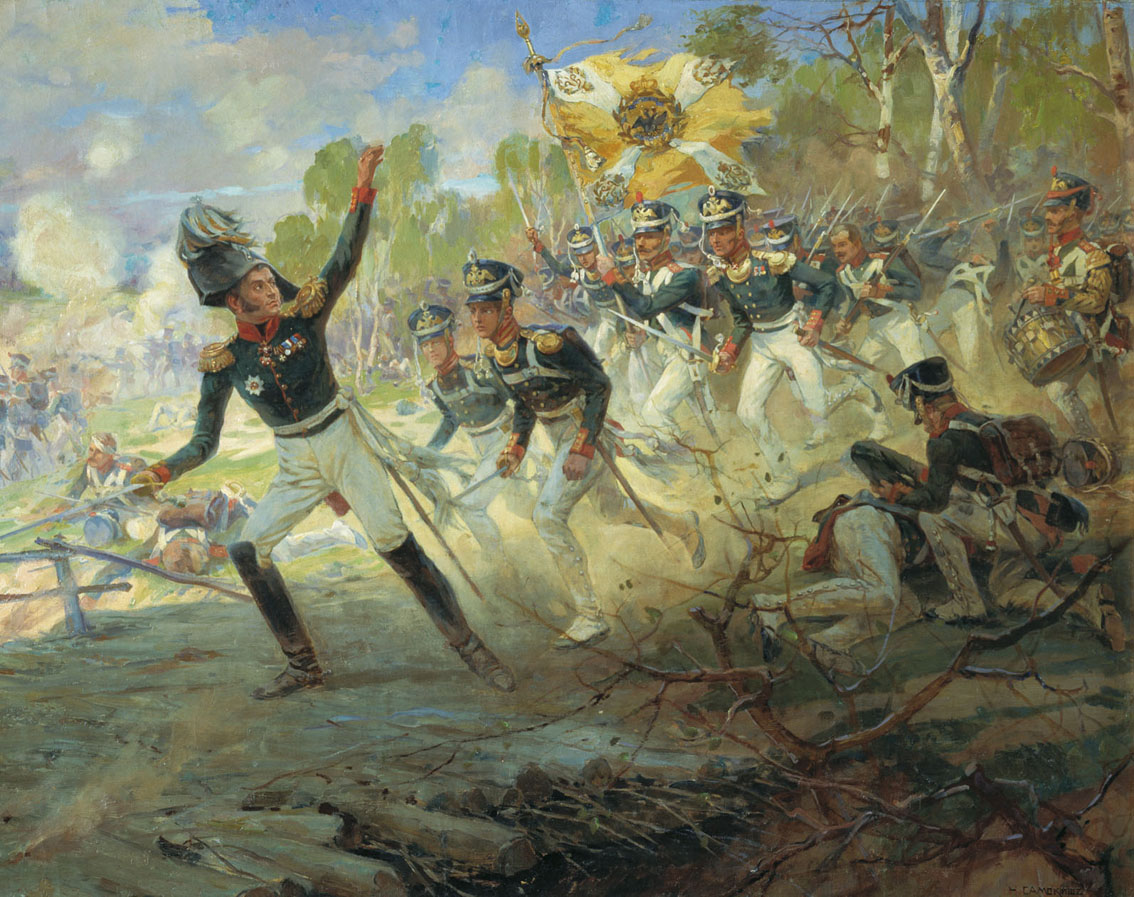
Generál Rajevskij v bitvě

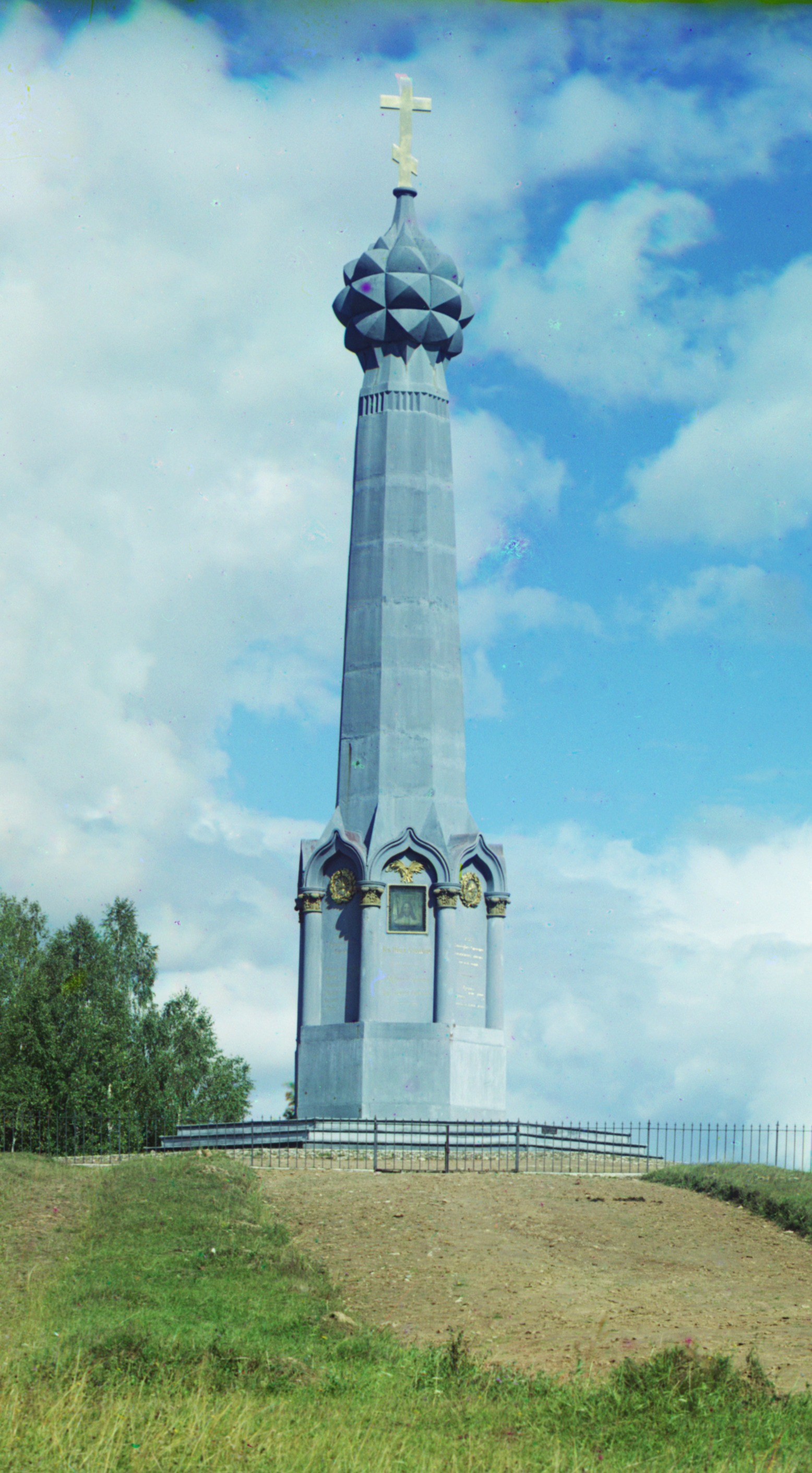
Památník na Rajevského baterii byl vztyčen na pokyn Mikuláše I. v roce 1839.

Po počátečních neúspěších ruských vojsk po vypuknutí napoleonských válek se Rajevskij vrátil do pole v dubnu 1807. S knížetem Petrem Bagrationem sloužil v předvoji ruské armády. Během tažení v letech 1806–1807 se vyznamenal v několika bitvách a byl oceněn řádem sv. Vladimíra III. stupně. Byl zraněn v bitvě u Heilsbergu, ale znovu velel v bitvě u Friedlandu.
Po podpisu Tylžského míru bojoval Rajevskij ve finské válce a za dosažené úspěchy byl vyznamenán řádem sv. Vladimíra II. stupně a povýšen na generálporučíka. Po skončení války následoval hraběte Nikolaje Kamenského do moldavské armády, která se zúčastnila rusko-turecké války v letech 1806–1812, kde velel dobývání Silistry.
Při Napoleonově tažení do Ruska Rajevskij velel 7. pěchotnímu sboru, náležejícímu k 2. armádě knížete Bagrationa. V předvoji zodpovídal za zpomalení Davoutova postupu k Moskvě. Po bitvě u Saltanovky ustoupil ke Smolensku, kde se zúčastnil bitvy o město. Během bitvy u Borodina bránil pravé křídlo ruské armády na pozici, známé jako Rajevského baterie. Za to byl vyznamenán řádem sv. Jiří III. stupně. Později pronásledoval ustupující Francouze a zúčastnil se bitev u Malojaroslavce a u Krasného, kde pomohl porazit maršála Neye.
Rajevskij velel sboru granátníků a kryl ústup v bitvě u Budyšína. Když se Rakousko a Prusko přidaly na stranu spojenců, Rajevského jednotky se připojily k české armádě Karla Filipa Schwarzenberga. Za bitvu u Kulmu byl vyznamenán řádem sv. Vladimíra I. stupně. U Wachau byl vážně zraněn. Za úspěchy jeho armád byl povýšen na generála (8. října 1813) a obdržel rakouský Vojenský řád Marie Terezie III. stupně. Když ale ruská vojska vstoupila do Saska, Rajevskij se musel nakrátko kvůli chatrnému zdraví vrátit do Ruska.
Když se zotavil, vrátil se Rajevskij ke svým vojákům během bitvy u Lipska, v níž velel dvěma sborům granátníků. Na Rýnu převzal velení od Petera Wittgensteina a velel jeho armádě při obsazení Paříže. Po Napoleonově konečné porážce dostal čest vstoupit do Paříže po boku Alexandra I.

## Pozdější léta, rodina
V roce 1794 si Rajevskij vzal Sofii Alexandrovnu Konstantinovovou, vnučku a dědičku vědce Michaila Lomonosova. Sofiino věno zahrnovalo panství Oranienbaum s více než šesti tisíci nevolníky. Rajevští měli šest dětí, dva syny a čtyři dcery. Když války skončily, Rajevskij se s rodinou usadil v Boltyšce, kterou podědil po svém nevlastním otci. Byla to velká usedlost u břehů Dněpru v Kirovohradské oblasti Ukrajiny, obklopená úrodnými polnostmi a s více než 10 tisíci nevolníky.
V květnu 1821 během cesty na Kavkaz se Rajevskij spřátelil s mladým Alexandrem Puškinem a spolu s ním odcestoval na Krym. Puškin navázal věrná přátelství s Rajevského syny, švagry a jeho nevlastním bratrem Vasilijem Davydovem, kteří byli všichni členy Jižní společnosti, která stála za plány povstání děkabristů v roce 1825. Generálův nejstarší syn Alexandr se stal vzorem pro hrdinu Puškinovy poémy Démon, zatímco Rajevského dcera Marija ho inspirovala při tvorbě Evžena Oněgina.
Marija byla nejoblíbenějším Rajevského dítětem. Ve věku 19 let byla provdána za knížete Sergeje Volkonského, bohatého liberálního aristokrata, který bojoval po boku generála Rajevského v napoleonských válkách. Rajevského nejstarší dcera Jekatěrina se provdala za dalšího veterána napoleonských válek, mladého generála Michaila Fjodoroviče Orlova.
Účast v debatách o liberálních reformách, západní demokracii a učení osvícenských filosofů přivedly před rokem 1825 Rajevského k tomu, že odmítl názor, že v Rusku navždy musí být absolutní monarchie. Rajevského synové i jeho švagr Michail Orlov dlouho před povstáním děkabristů opustili tajnou Jižní společnost a povstání se neúčastnili. Naopak jeho nevlastní bratr Vasilij Davydov a kníže Volkonskij zůstali členy společnost. Spolu s dalšími spiklenci byli po povstání v prosinci 1825 zadrženi a převezeni do Petrohradu. Tam byli několik měsíců vězněni, vyslýchání, souzeni a odsouzeni k vyhnanství a nuceným pracím na Sibiři. Navzdory otcovu přání se Marija rozhodla doprovodit na Sibiř svého manžela a osobně přesvědčila cara, aby jí k tomu dal svolení. Volkonští zůstali na Sibiři déle než tři desetiletí. Návrat do evropské části Ruska jim umožnila až milost udělená Alexandrem II. po smrti jeho otce Mikuláše I. Marijinu statečnost i podobné příběhy dalších manželek děkabristů zbásnil Nikolaj Někrasov v básni Ruské ženy.
Rajevskij zemřel v Boltyšce čtyři roky po povstání děkabristů jako zlomený muž. Skonal na zápal plic, způsobený na jeho cestě za carem, kde žádal o milost pro svou dceru. Na smrtelném loži údajně s pohledem na svou dceru Mariji zašeptal: „To je ta nejznamenitější žena, kterou jsem v životě poznal.“

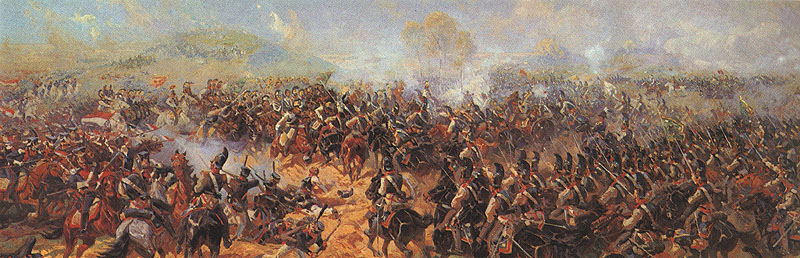
Rajevského baterie u Borodina. Fragment z panoramatu Bitva u Borodina od Franze Roubauda